# Medikán Numa

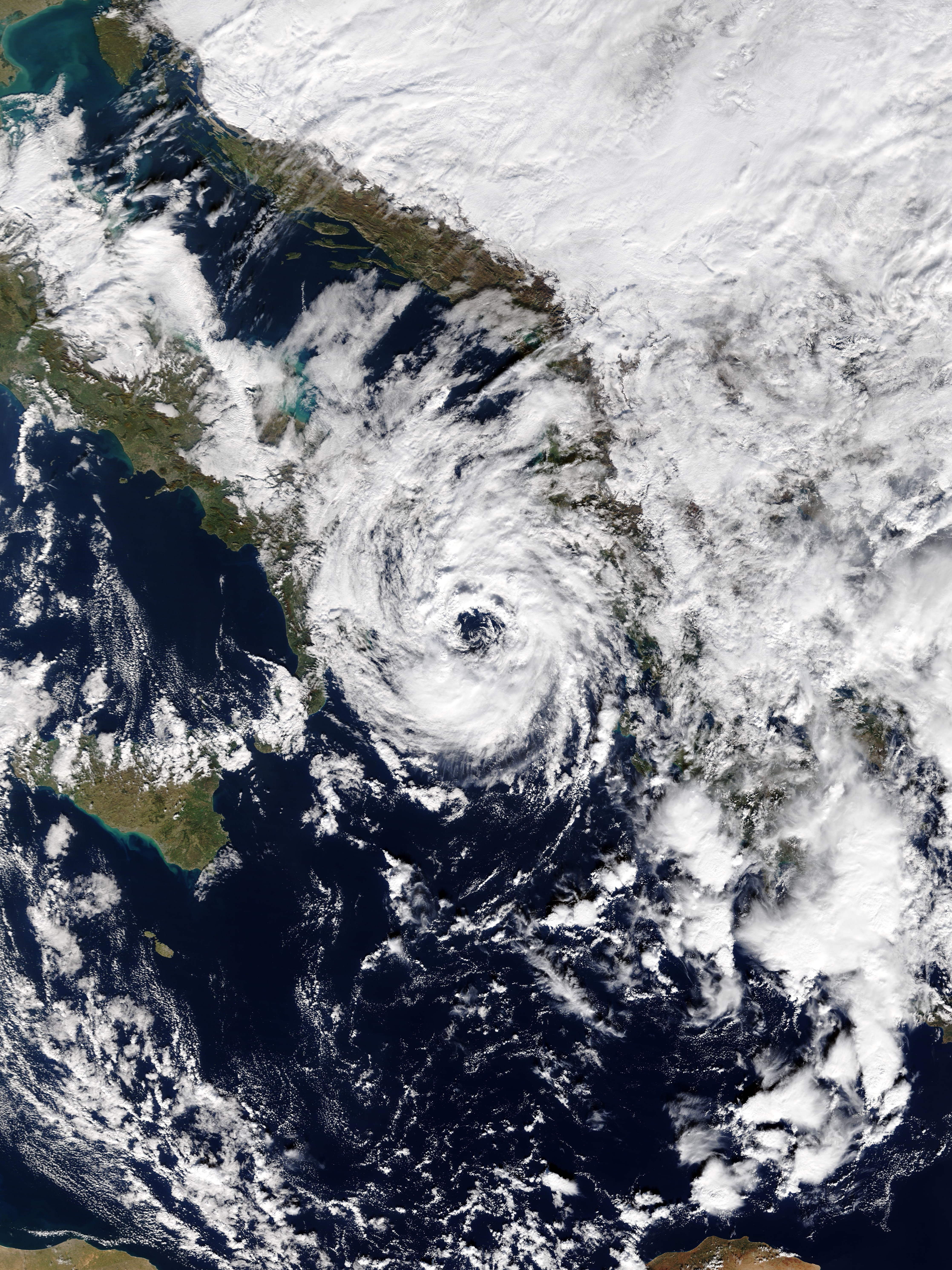
snímek bouře na jihu Itálie

Numa byl medikán, neboli výrazná cyklóna, která v polovině listopadu 2017 zasáhla území západně od hlavního města Řecka – Atén. Živel zasáhl také provincie Crotone a Lecce v jižní Itálii. Těsně před svým rozpadem stihla Numa zasáhnout západní Řecko, včetně ostrova Korfu. Částečně byl také zasažen jih Albánie.
Tato bouře je v Řecku nejhorší živelní katastrofou spojenou s počasím od roku 1977. Bouře způsobila velké škody, povodně, sesuvy půdy a smrt nejméně 19 lidí (10 mužů, 5 žen a další neznámí). Řecký předseda Alexis Tsipras kvůli bouři v Řecku vyhlásil třídenní stav nouze.
Řecká národní observatoř v Aténách pojmenovala systém názvem Zenon.